# Źdźbła trawy
Źdźbła trawy (ang. Leaves of Grass) – zbiór poezji amerykańskiego poety Walta Whitmana, budzący kontrowersje, jednak uznawany również za dzieło wyznaczające początek prawdziwie amerykańskiej poezji.
Za życia pisarza powstało 9 wersji zbioru, stopniowo rozbudowywanego. 
Pierwsza wersja (wydana anonimowo w 1855 roku z wierszami pozbawionymi tytułów) liczyła 95 stron, ostatnia – ponad 400. W części późniejszych wydań nie zamieszczono najbardziej kontrowersyjnych wierszy, na rynku amerykańskim – za zgodą autora, a w Wielkiej Brytanii bez takiej zgody.

## Inspiracja
Walt Whitman rozpoczął pracę nad Źdźbłami trawy w odpowiedzi na apel Ralpha Emersona, zawarty w eseju Poeta, opublikowanym w 1845 roku. Emerson napisał, że oczekuje na:

pojawienie się prawdziwego amerykańskiego poety, zdolnego do opisywania zalet kraju i piętnowania jego wad.

Reakcję Whitmana na ten apel wyraża jego zdanie:

Rozgrzewałem się i rozgrzewałem, a Emerson doprowadził mnie do wrzenia.

## Powstawanie zbioru
Pierwsze wydanie Źdźbeł trawy ukazało się po 10 latach od publikacji Poety. W tym czasie Whitman doskonalił swój warsztat pisarski, pracując w redakcjach gazet (m.in. „The New York Democrat” czy „Daily Eagle”) oraz tworząc opowiadania i powieści.
W poszukiwaniu inspiracji zwiedzał dzikie zakątki Long Island, rozmawiał z rybakami, pasterzami i pilotami promów, chodził do nowojorskich oper i teatrów. W 1848 wyruszył w podróż do Nowego Orleanu. Według biografów poety miała tam miejsce jego późna inicjacja seksualna (miał wówczas 29 lat), co odbiło się na tematyce Źdźbeł.
Przed opublikowaniem Źdźbeł Whitman całkowicie zmienił swój image. Wcześniejszy wizerunek nienagannie odzianego redaktora z Nowego Jorku zastąpiła sylwetka robotnika we flanelowej koszuli i filcowym kapeluszu na zmierzwionej czuprynie. Tak właśnie zaprezentował się na frontyspisie niepodpisanego  pierwszego wydania. Przypuszcza się, że poeta zamierzał zasugerować potencjalnym odbiorcom, że dzieło nie jest przeznaczone jedynie dla elity, lecz dla „przeciętnego czytelnika”.

## Tematyka i stylistyka

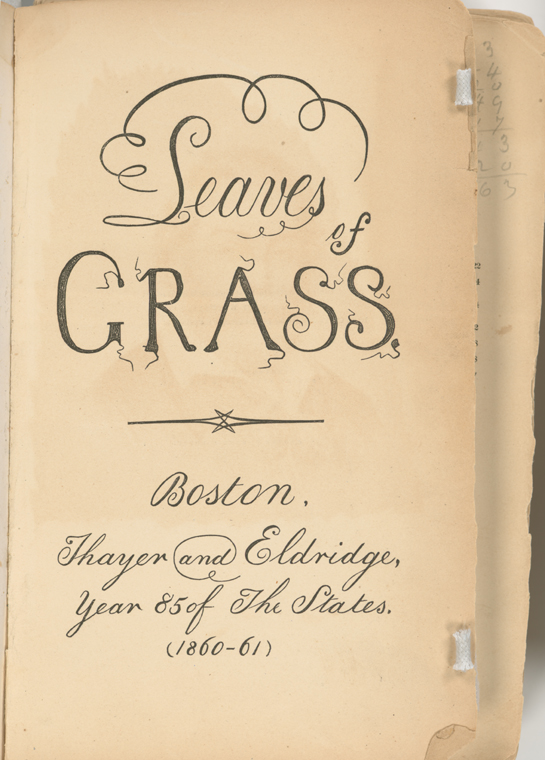
Strona tytułowa wydania z 1860 roku

Oryginalność wierszy Whitmana polegała na eksponowaniu w nich rzeczy małych, drobnych szczegółów otaczającego nas świata, do czego zresztą nawiązuje tytuł zbioru. Poeta tak pisze o tym w wierszu Pieśń o sobie samym (tłum. Ludmiła Marjańska):

Wierzę, iż źdźbło trawy nie mniej znaczy niż rzemiosło gwiazd,
A mrówka jest równie doskonała i ziarnko piasku i jajko strzyżyka, (…)

A krowa, żująca z pochylonym łbem, przewyższa każdy pomnik,
A mysz jest cudem wystarczającym, by wstrząsnąć sekstylionem niewiernych. (…)

Tematyka wierszy jest różnorodna. Największe kontrowersje budziły wiersze odnoszące się do fizycznych aspektów miłości, w tym zawierające aluzje do homoseksualizmu (bardziej lub mniej zawoalowane), czy wiersz, w którym autor utożsamia się  ze zbrodniarzami i prostytutkami (podmiot liryczny wiersza „Wy, zbrodniarze na rozprawach w sądzie”; przekład Czesława Miłosza):

Chucie i niegodziwości są w sam raz dla mnie (...)
Czuję się jednym z nich – należę do tych więźniów i prostytutek.

Stylistyka wierszy Whitmana jest oparta na licznych powtórzeniach, wersy często rozpoczynają się tym samym słowem. Whitman stosuje precyzyjny opis, z konsekwencją dokładnie nazywając kolejne elementy rzeczywistości.

## Recepcja
Pierwsze anonimowe wydanie zbioru rozeszło się w nakładzie zaledwie 800 egzemplarzy. Recenzje były niezbyt przychylne (autorem trzech entuzjastycznych recenzji był sam Whitman), najistotniejsze znaczenie dla autora miała jednak opinia Emersona, któremu przesłał tomik z prośbą o ocenę. W odpowiedzi otrzymał „pozdrowienia u progu wspaniałej kariery”. Whitman nie omieszkał wykorzystać tej opinii, wyrażonej w prywatnym liście, do promocji swego dzieła – umieścił cytat w kolejnym wydaniu Źdźbeł, o co później Emerson miał do niego pretensje. 
Zdania co do tomiku były podzielone – jedni zachwycali się jego oryginalnością, innych drażnił jako nieestetyczny, czy wręcz obsceniczny. Do tej drugiej grupy należał szef Whitmana, pracującego wówczas w Departamencie Spraw Wewnętrznych. Dowiedziawszy się, że to on jest autorem „tej obraźliwej książki” zwolnił go z pracy. Niektórzy księgarze odmawiali sprzedawania tomiku, a część bibliotek nie chciała mieć go w swoich zbiorach. Zaproponowano poecie wydanie wersji pozbawionej najbardziej kontrowersyjnych wierszy, przed czym wzbraniał się on długo, udzielając ostatecznie zgody dopiero w 1892 roku. Jeszcze bardziej okrojone, bez zgody pisarza, były wznawiane  wydania angielskie (pierwsze z 1886). Najmniej wierszy zawierały tomiki Źdźbeł, ukazujące się w serii „World's Classic”.
Za dzieło przełomowe, wyznaczające początek prawdziwie amerykańskiej poezji, uznał Źdźbła trawy William Carlos Williams.
Poezja Whitmana stała się inspiracją dla wielu poetów, takich jak Frank O’Hara, Miron Białoszewski, Jack Kerouac czy Czesław Miłosz.